# عشب الربيع الباهت
عشب الربيع الباهت (الاسم العلمي:Anthoxanthum pallidum) هو نوع من النباتات يتبع جنس عشب الربيع من الفصيلة النجيلية.